# Guerra sino-nepalesa
La Guerra sino-nepalí (en nepalí: नेपाल-चीन युद्ध), también conocida como la Guerra sino-Gorkha y en chino como la campaña de Gorkha (en chino tradicional, 廓爾喀之役), fue una guerra entre la Dinastía Qing de China y el Reino de Nepal a finales del siglo XVIII, tras la invasión de Tíbet por los Gurkhas nepalíes. Inicialmente, se libró entre los ejércitos Gorkha y tibetanos en 1788 por una disputa comercial relacionada con la producción de monedas de baja calidad fabricadas por Nepal para Tíbet. El ejército nepalí bajo el mando de Bahadur Shah saqueó el Tíbet, que era un protectorado Qing, y los tibetanos firmaron el Tratado de Kerung pagando un tributo anual a Nepal. Sin embargo, los tibetanos solicitaron la intervención china, y las fuerzas militares imperiales chinas bajo el mando de Fuk'anggan fueron enviadas a Tíbet y expulsaron a los Gorkhas de la meseta tibetana en 1792. Las fuerzas sino-tibetanas marcharon hacia Nepal hasta Nuwakot (cerca de la capital de Nepal, Katmandú), pero se enfrentaron a un fuerte contraataque nepalí. Así, ambos países firmaron el Tratado de Betrawati, lo que resultó en un estancamiento. La guerra terminó con Nepal aceptando los términos dictados por China. Nepal se convirtió en un estado tributario bajo el Qing (Nepal mantiene relaciones diplomáticas y paga tributo). Nepal pagó tributo a China en 1792, 1794, 1795, 1823, 1842 y 1865. Tanto Nepal como Tíbet también acordaron aceptar la suzeranía del emperador Qing.

## Antecedentes
Tíbet había estado usando monedas de plata nepalíes desde la época de los reyes Malla. Cuando Prithvi Narayan Shah del Reino de Gorkha lanzó un bloqueo económico en el Valle de Katmandú durante su campaña de unificación, Jaya Prakash Malla de Katmandú enfrentó una crisis económica que intentó aliviar acuñando monedas de baja calidad mezcladas con cobre. Después de que Prithvi Narayan Shah conquistó exitosamente el Valle de Katmandú en 1769 y estableció firmemente el dominio de la dinastía Shah en Nepal, volvió a acuñar monedas de plata pura. Pero para entonces, la confianza en las monedas acuñadas por Nepal ya había sido dañada. Los tibetanos exigieron que todas las monedas impuras en circulación fueran reemplazadas por monedas de plata pura, una demanda que impondría una gran carga financiera a la recién fundada dinastía Shah. Prithvi Narayan Shah no estaba dispuesto a asumir una pérdida tan grande en un asunto por el cual no era responsable, pero estaba dispuesto a garantizar la pureza de las nuevas monedas acuñadas. Así, dos tipos de monedas estaban en circulación en el mercado. El caso permaneció sin resolver debido a su muerte en 1775, y el problema fue heredado por los gobernantes sucesivos de Nepal.
Para 1788, Bahadur Shah, el hijo más joven de Prithivi Narayan Shah, y el tío y regente del joven rey Rana Bahadur Shah, había heredado un problema de acuñación agravado. Bajo el pretexto de las monedas degradadas, Tíbet había comenzado a difundir rumores de que estaba en posición de atacar a Nepal; y los comerciantes nepalíes en Tíbet fueron igualmente hostigados. Otro punto de fricción en la relación Nepal-Tíbet fue la decisión de Nepal de proporcionar refugio al décimo Shamarpa Lama, Mipam Chödrup Gyamtso, y a sus catorce seguidores tibetanos. Había huido de Tíbet a Nepal por motivos religiosos y políticos. Otra causa de conflicto fue la baja calidad de la sal que los tibetanos suministraban a Nepal, ya que en aquellos días, toda la sal en Nepal provenía de Tíbet. Se envió una delegación nepalí a Tíbet para resolver estos problemas, pero las demandas hechas por los nepalíes fueron rechazadas por los tibetanos. Los nepalíes encontraron en la disputa sobre la acuñación un buen pretexto para expandir su reino y saquear los ricos monasterios en Tíbet. Así, Nepal lanzó ataques multidireccionales sobre Tíbet.

## Primera invasión

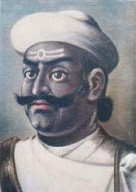
Kaji Damodar Pande, quien lideró la guerra con los tibetanos que resultó en el Tratado de Kerung

En el año 1788, Bahadur Shah envió tropas Gorkha bajo el mando conjunto de Damodar Pande y Bam Shah para atacar Tíbet. Las tropas Gorkha entraron en Tíbet a través de Kuti (Nyalam) y llegaron hasta Tashilhunpo (a unos 410 km de Kuti). Se libró una feroz batalla en Shikarjong, en la que los tibetanos fueron gravemente derrotados. El Panchen Lama y el Lama Sakya solicitaron entonces a las tropas Gorkha entablar conversaciones de paz. Así, las tropas Gorkha abandonaron Shikarjong y se dirigieron hacia Kuti y Kerung (Gyirong).

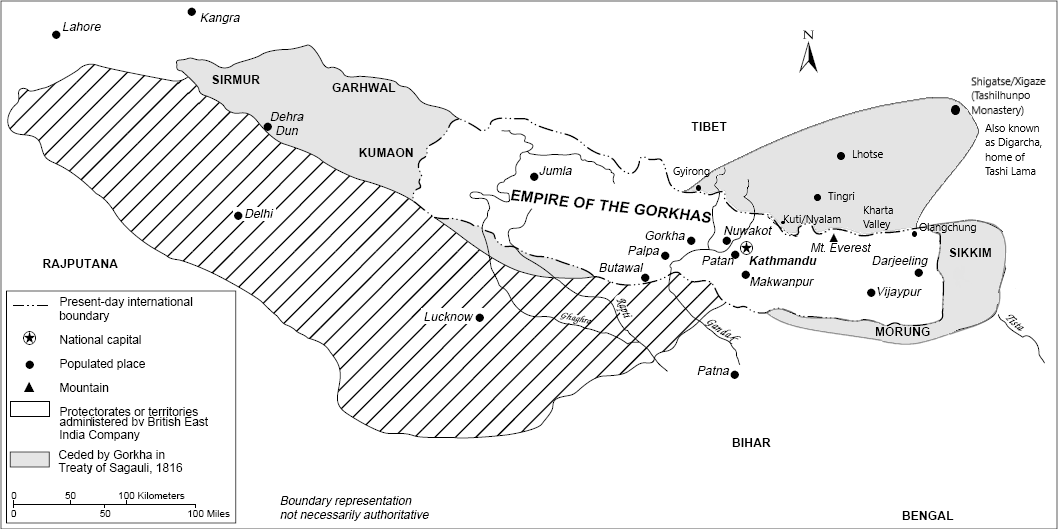
Expansiones territoriales hasta Shigatse/Digarcha

Cuando el Emperador Qianlong de China se enteró de la invasión de Tíbet por Nepal, envió un gran contingente del ejército chino bajo el mando del General Chanchu. Chanchu se informó de la situación a través de los lamas tibetanos. Decidió permanecer en Tíbet hasta que se resolviera la disputa.
Los representantes de Tíbet y Nepal se reunieron en Khiru en 1789 para mantener conversaciones de paz. En las conversaciones, Tíbet fue considerado responsable de la disputa y se le exigió que pagara una compensación a Nepal por las pérdidas sufridas en la guerra. Además, Tíbet debía pagar un tributo a Nepal de 50,001 rupias anualmente a cambio de la devolución a Tíbet de todos los territorios adquiridos durante la guerra. Este acuerdo se denominó Tratado de Kerung. Los representantes nepalíes recibieron 50,001 rupias como el primer pago. Devolvieron así los territorios - Kerung, Kuti, Longa, Jhunga y Falak, y regresaron a Nepal. Sin embargo, Tíbet se negó a pagar los tributos después del primer año de la conclusión del tratado. Como resultado, la guerra entre Nepal y Tíbet continuó.

## Segunda invasión
Como Tíbet se negó a pagar el tributo a Nepal, Bahadur Shah envió una tropa bajo el mando de Abhiman Singh Basnet a Kerung y otra tropa bajo el mando de Damodar Pande a Kuti en 1791. Damodar Pande atacó Digarcha y capturó las propiedades del monasterio allí. También arrestó al ministro de Lhasa, Dhoren Kazi (Tib. Rdo ring Bstan 'dzin dpal 'byor, b.1760) y regresó a Nepal. Tan pronto como el Emperador Qianlong escuchó esta noticia, envió una fuerte tropa de 10,000 soldados (con una gran proporción de soldados Solon Ewenki) bajo el liderazgo de Fuk'anggan para defender Tíbet. Las fuerzas de Fuk'anggan llegaron a Lhasa en sesenta días, recorriendo casi dos mil kilómetros.
El Imperio Qing pidió a Nepal que devolviera las propiedades a Tíbet que fueron saqueadas en Digarcha. También exigieron que se devolviera al Lama Shamarpa que había buscado asilo en Nepal. Pero Nepal hizo caso omiso de estas demandas. El ejército imperial Qing respondió a Nepal con una intervención militar. Las fuerzas Qing marcharon a lo largo de las orillas del Río Trishuli hasta llegar a Nuwakot. Las tropas nepalíes intentaron defenderse del ataque Qing, pero ya enfrentaban probabilidades abrumadoras. Se infligieron daños graves en ambos lados y el ejército chino empujó a los Gurkhas de vuelta a las colinas interiores cercanas a la capital nepalí. Sin embargo, no se pudo lograr una derrota completa del ejército Gorkhali.
Al mismo tiempo, Nepal estaba lidiando con enfrentamientos militares en otros dos frentes. La nación de Sikkim había comenzado incursiones a lo largo de la frontera oriental de Nepal. En el extremo occidental, la guerra con Garhwal continuaba. Dentro de las propias fronteras de Nepal, los reinos de Achham, Doti y Jumla se rebelaron abiertamente. Así, los problemas que enfrentaba Bahadur Shah dificultaron mucho más la defensa contra el ejército Qing. El ansioso Bahadur Shah pidió diez cañones de artillería a la Compañía Británica de las Indias Orientales. El Capitán William Kirkpatrick llegó a Katmandú, pero informó a los nepalíes de las condiciones del tratado comercial que requería que se firmara antes de la entrega de las armas. Desconfiando de lo que implicaría la firma del tratado, el acuerdo fracasó y la situación militar se volvió crítica para Bahadur Shah.
Después de una serie de batallas exitosas por parte de los Qing, donde los Gorkhas perdieron más de cuatro mil hombres, el ejército Qing finalmente sufrió un revés importante cuando intentaron cruzar el Betrawati inundado por el monzón, cerca de un palacio Gorkhali en Nuwakot. Como las tropas Qing habían llegado al sur del río Betravati, cerca de Nuwakot, era difícil para las tropas nepalíes esperarlos en Katmandú. En Katmandú, una fuerza nepalí de menos de 200 soldados intentó resistir a las tropas Qing en Betravati. El 19 de septiembre de 1792, las tropas nepalíes lanzaron un contraataque contra las fuerzas Qing acampadas en Jitpurfedi. Los nepalíes usaron una táctica en la que sus soldados llevaban antorchas encendidas en sus manos, atándolas a las ramas de los árboles y atando antorchas encendidas en los cuernos de los animales domésticos, dirigiéndolos hacia el enemigo. El ejército Qing sufrió una derrota, pero la pérdida no logró desalojarlos de Nepal.
Se produjo un estancamiento y, con sus recursos bajos y una incertidumbre inminente sobre cuánto tiempo podrían resistir, además de la necesidad de continuar su expansión en la frontera occidental, los Gorkhas firmaron un tratado en términos dictados por los Qing que requería, entre otras obligaciones, que Nepal enviara tributos al emperador Qing cada cinco años.
El 8º día de Bhadra, 10,000 soldados chinos avanzaron desde el río Betrawati. Había tres fuertes más allá del río Betrawati, a saber: Chokde, Dudethumko y Gerkhu. En Gerkhu, el oficial al mando era el Kaji Kirtiman Singh Basnyat y en Chokde, el oficial al mando era el Kaji Damodar Pande. Hubo serios enfrentamientos alrededor de los tres fuertes y un fuerte repulsamiento de las fuerzas nepalíes obligó a las tropas chinas a retirarse al río Betrawati. En el puente de Betrawati, el general chino Tung Thyang comenzó a castigar a los soldados chinos que se retiraban con lesiones graves que resultaron en su muerte. Dos de los oficiales chinos que se retiraron más allá del río Betrawati fueron castigados con lesiones en la nariz. La acción del general chino desmotivó a las tropas y aumentó la rápida deserción y retirada por otras rutas. Muchos soldados chinos murieron al caer de las colinas al río y otros por las balas y flechas del lado nepalí. Alrededor de 1000 o 1200 soldados chinos murieron de esa manera. El general chino Tung Thyang perdió todas las esperanzas de atacar a las fuerzas nepalíes y decidió concluir un tratado con Nepal a través de su carta. La carta de Tung Thyang llegó al gobierno de Nepal. En respuesta, el gobierno de Nepal emitió una orden real delegando al Kaji Damodar Pande para concluir un tratado con el Emperador chino para prevenir más hostilidades y mantener la paz con el Emperador. La orden real emitida por el rey Rana Bahadur Shah al Kaji Damodar Pande el jueves, Bhadra Sudi 13, 1849 (septiembre de 1792) es detallada a continuación:

Del Rey Rana Bahadur Shah,
A Damodar Pande.
Saludos. Todo está bien aquí. Deseamos lo mismo allá. Las noticias aquí son buenas. El Emperador chino no es insignificante. Es un gran Emperador. Podríamos haberlos repelido con la bendición de (la Diosa Shri Durga) cuando vinieron aquí esta vez. Pero no será bueno para el futuro mantener la hostilidad con el Emperador. Él también desea concluir un tratado, y eso es lo que nosotros también deseamos. Tung Thwang ha enviado una carta pidiendo que uno de los cuatro Kajis sea enviado con cartas y presentes para ofrecer sus respetos al Emperador chino. Kajis solían ser enviados formalmente para concluir tratados con Tanahu y Lamjung. En este momento, nos damos cuenta de que no será apropiado no enviar a un Kaji al Emperador. Cuando se discutió el asunto con los otros Kajis aquí, dijeron que Damdhar (Damodar) Pande, el receptor de las concesiones de Birta (tierras) y Kaji más antiguo, debería ir. Así que tienes que ir. Si hay algún retraso, se verán afectados los intereses del Estado. Por lo tanto, debes partir de allí. En cuanto a las instrucciones, eres un Pande de nuestra corte. No eres ignorante de los asuntos que beneficiarán al Estado y te darán crédito. Sabes (tales asuntos). En este sentido, actúa según tu discreción. Envía una respuesta a esto pronto, dentro de 1 ghadi (24 minutos) después de recibir esta orden real. La demora será perjudicial.

Fechado jueves, Bhadra Sudi 13, 1849 (septiembre de 1792) en Kantipur.

## Consecuencias

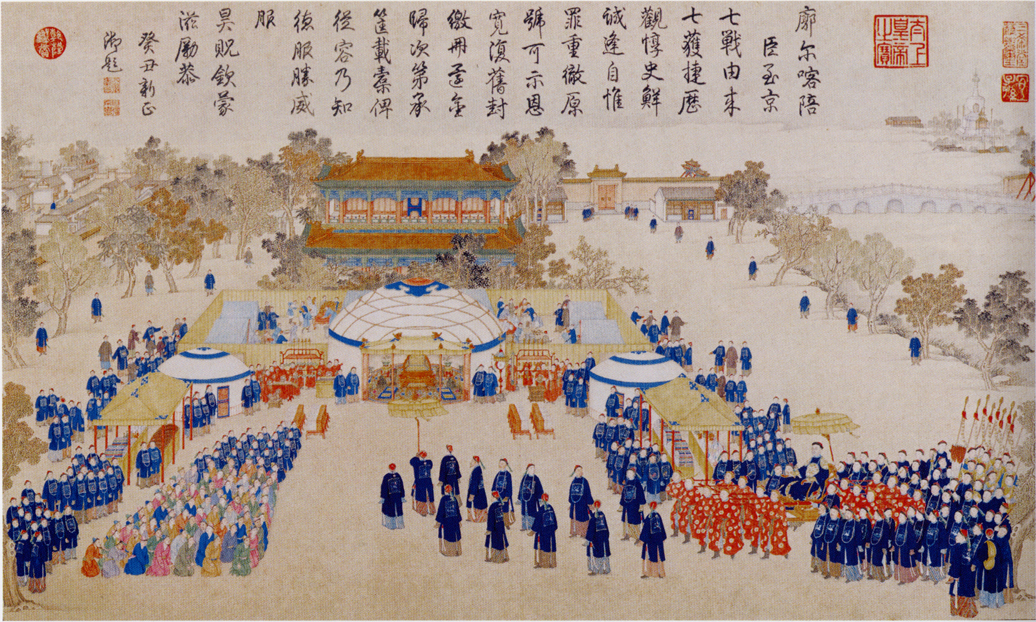
Celebración Qing de la consolidación del Tíbet después de la Campaña Gorkha (Nepal) 1792

El general Qing Fuk'anggan luego envió una propuesta al Gobierno de Nepal para ratificar un tratado de paz. Bahadur Shah también quería tener relaciones cordiales con el Qing. Aceptó rápidamente la propuesta y concluyeron un tratado amistoso en Betravati el 2 de octubre de 1792. Los términos del tratado fueron los siguientes:
1. Tanto Nepal como Tíbet aceptarán la suzeranía del emperador Qing.
2. El Gobierno de Tíbet pagará la compensación por la propiedad de los comerciantes nepalíes que fue saqueada por los tibetanos en Lhasa.
3. Los ciudadanos nepalíes tendrán derecho a visitar, comerciar y establecer industrias en cualquier parte de Tíbet y China.
4. En caso de cualquier disputa entre Nepal y Tíbet, el gobierno Qing intervendrá y resolverá la disputa a petición de ambos países.
5. El Qing ayudará a Nepal a defenderse de cualquier agresión externa.
6. Tanto Nepal como Tíbet tendrán que enviar una delegación para pagar tributo a la Corte Imperial en China cada cinco años.
7. A cambio, el emperador Qing también enviará regalos amistosos a ambos países y las personas que lleven el tributo serán tratadas como huéspedes importantes y se les proporcionará todas las facilidades.

Si bien Tíbet quedó bajo un mayor control del Qing después de la guerra, Nepal aún retuvo su autonomía, pero tuvo que subordinarse a los términos de la dinastía Qing y presentar tributo a China cada cinco años. Sin embargo, el debilitamiento de la dinastía Qing durante el siglo XIX llevó a la desconsideración de este tratado. Por ejemplo, durante la Guerra Anglo-Nepalesa de 1814–16, cuando la Compañía Británica de las Indias Orientales lanzó una invasión de Nepal, China no solo no ayudó a su feudatario en ese conflicto, sino que tampoco impidió la cesión del territorio nepalí a la Compañía. Del mismo modo, durante otra Guerra Nepal-Tibetana de 1855–56, China estuvo conspicuamente ausente. Los Qing no estaban particularmente interesados en gobernar Nepal; su guerra estaba principalmente dirigida a consolidar su control sobre Tíbet, lo que, a su vez, estaba relacionado con la estrategia militar en toda Asia Central.
Después de la 3ª guerra Nepal-Tibetana, se firmó el Tratado de Thapathali. El primer intento del tratado fracasó con China. La segunda versión del tratado tuvo éxito con el acuerdo de todas las partes. Los nepalíes pagaron su último tributo en 1865 y pusieron fin a cualquier forma de sumisión a China.[cita requerida]
Debido a sus lazos étnicos con Tíbet, las comunidades Bhutia y Tamang de Nepal sufrieron discriminación como consecuencia de las guerras de Nepal contra Tíbet.

## Actitud posterior
El posterior primer ministro Bhimsen Thapa expresó su actitud sobre la Guerra sino-nepalí en una carta al Rey Girvan Yuddha Bikram Shah. Escribió,

Por la influencia de tu buena fortuna y la de tus antepasados, nadie ha podido enfrentarse al estado de Nepal. Los chinos una vez nos hicieron la guerra, pero se vieron reducidos a buscar la paz.

## Galería
Pinturas y grabados de una serie encargada por el emperador Qianlong y que representan la "Campaña Gurkha":

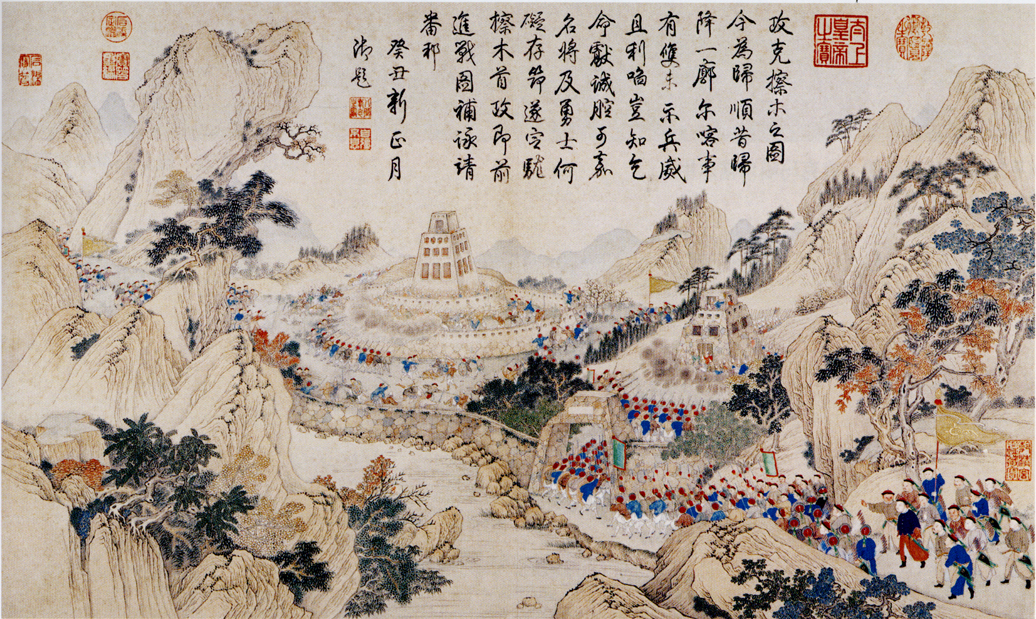
Captura de Camu (aldea al sureste de Zongga)
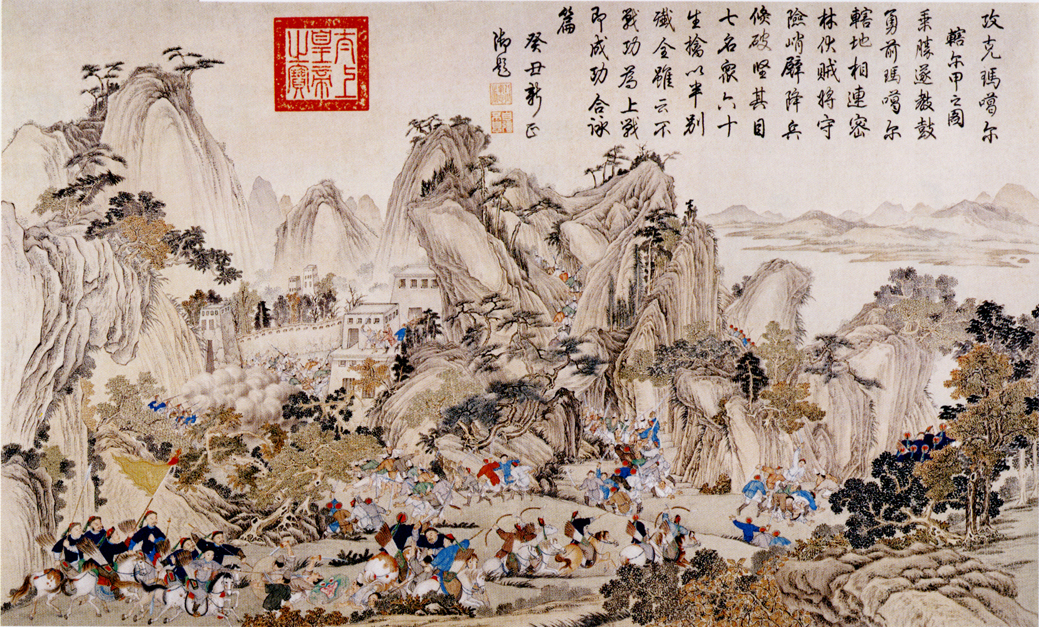
Captura de Magaer (aldea al noroeste de Gyirong Town)
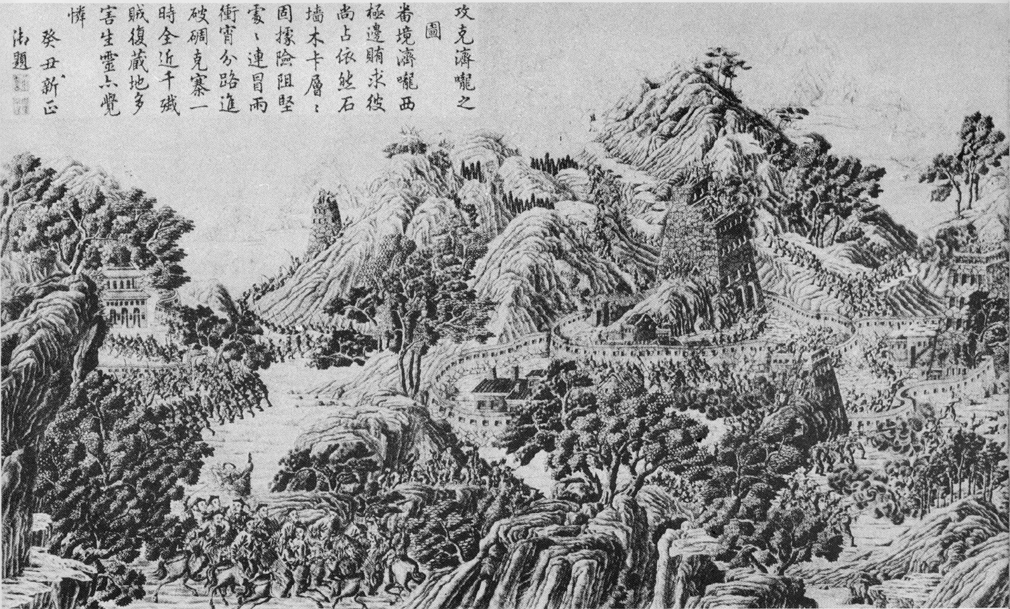
Captura de Jilong (Gyirong Town)
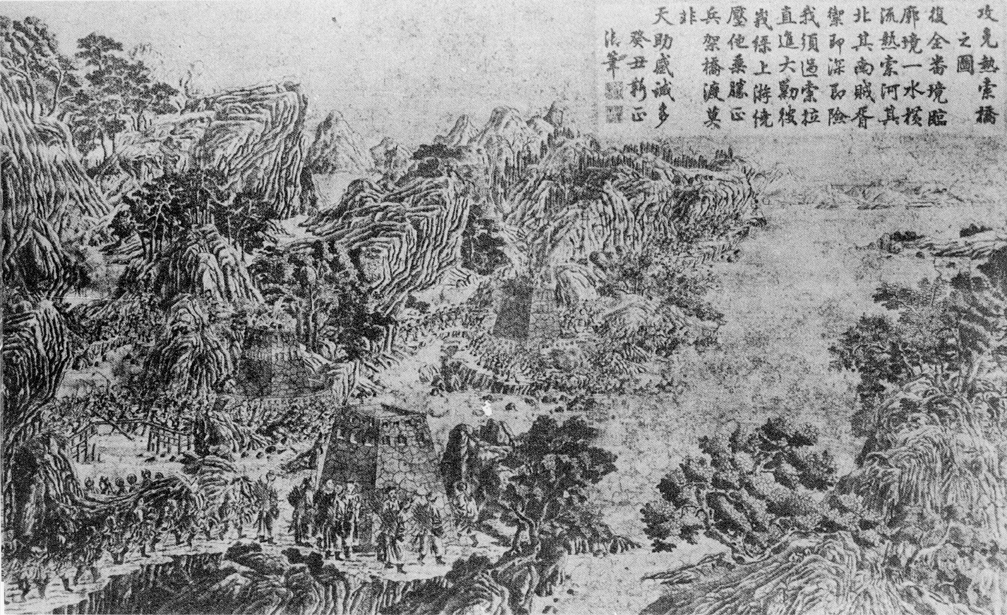
Captura de Resuoqiao (Puente Rasuwa)
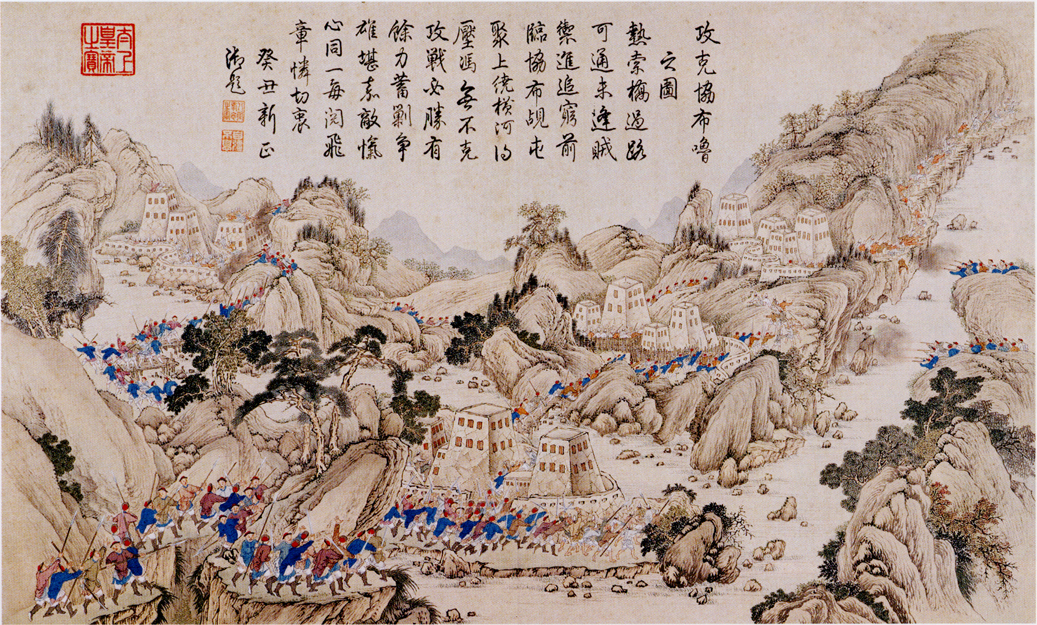
Captura de Xiebulu (Syaphru)
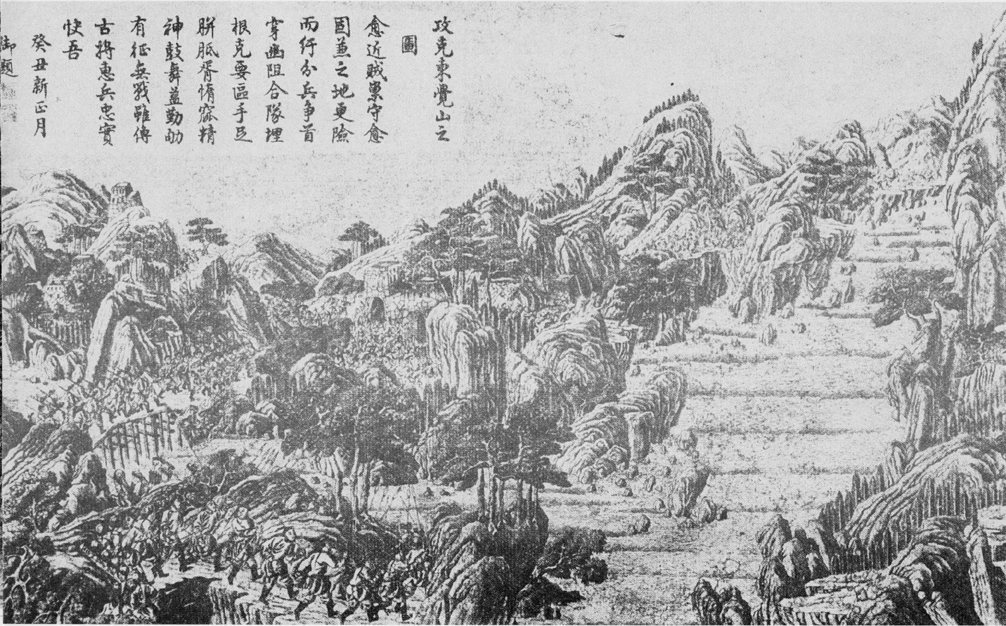
La batalla en la montaña Dongjiao (Dhunche)
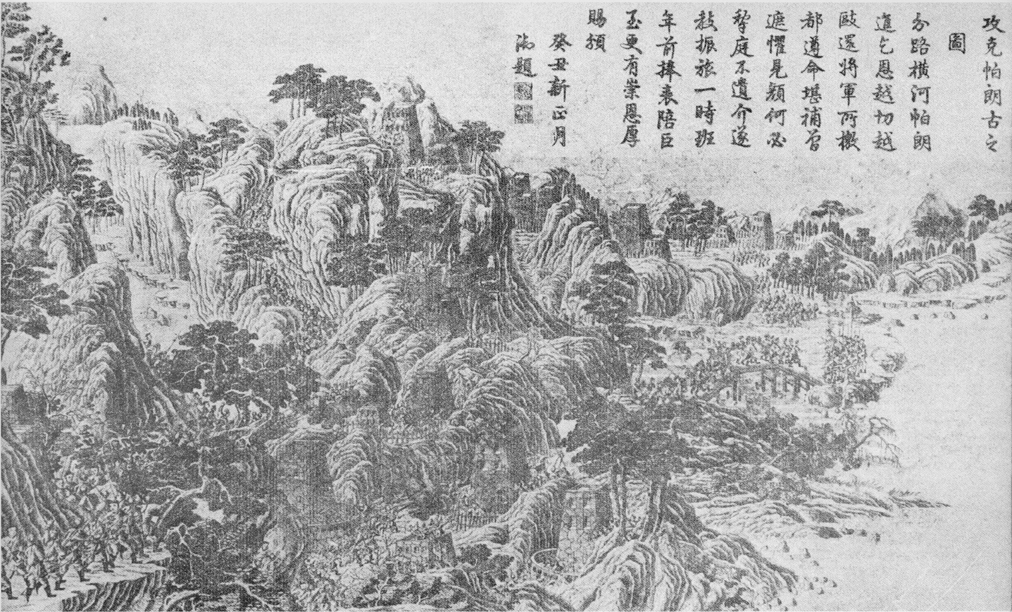
Captura de Palanggu (río Phalangu Khola o Falakhu, también conocido como río Betrawati)
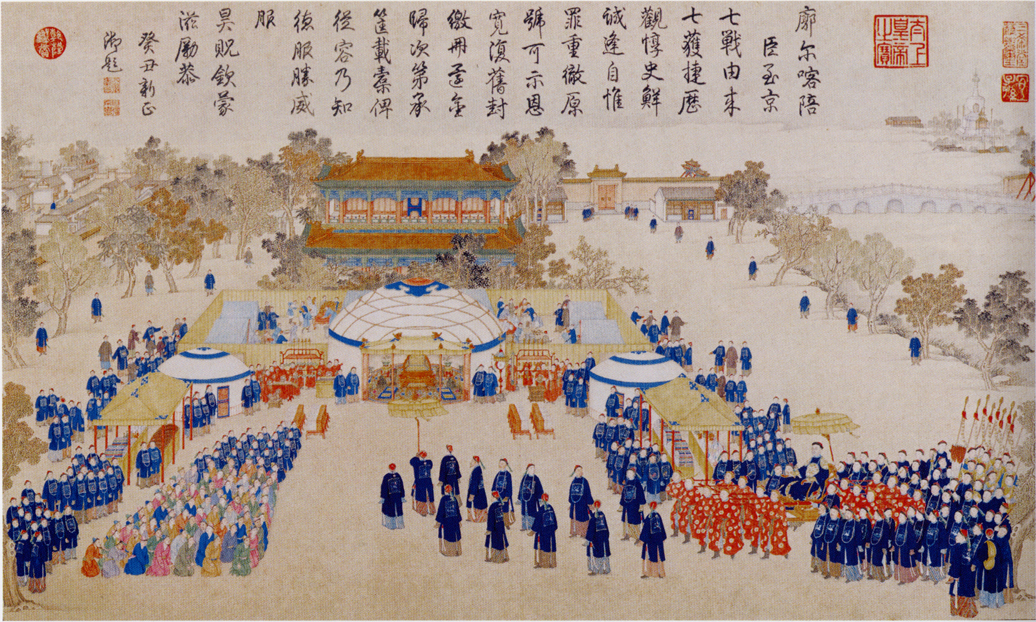
Banquete de la victoria en el Ziguangge (Sala del Esmalte Púrpura) en Zhongnanhai, Pekín

### Citas
1. 1 2 3 4 5  Regmi, 1970a, p. 187.
2. ↑  Death and Dying in Northeast India. Taylor & Francis. 2023. ISBN 9780980045956. Consultado el 24 de agosto de 2023.
3. 1 2  Sitio web oficial del Ejército de Nepal (ed.). «Conflicto entre Tíbet y Nepal».
4. ↑  Gundry, "Nepal," pp. 609-610., p. 609, en Google Libros
5. ↑  Kirkpatrick, Coronel (1811). An Account of the Kingdom of Nepaul. London: William Miller. Consultado el 11 de febrero de 2013.
6. 1 2 3 4 5 6 7  Regmi, 1970a, p. 186.
7. ↑  Regmi, 1970b, p. 98.
8. ↑  Acharya, Baburam (2013). The Bloodstained Throne: Struggles for Power in Nepal (1775-1914). Penguin Books Limited. pp. 25, 209. ISBN 978-93-5118-204-7.
9. ↑  Peter Perdue, China Marches West: The Qing Conquest of Central Eurasia (Cambridge: Belknap Press, 2005).
10. ↑  Todd T. Lewis, Newars and Tibetans in the Kathmandu Valley. Ethnic Boundaries and Religious History (Columbia University: Journal of Asian and African Studies, No. 38, 1989).
11. ↑  Prinsep, 1825, pp. 457–458.